# Johann Horkel
Johann Horkel (* 8. September 1769 in Burg auf Fehmarn, Herzogtum Holstein; † 15. November 1846 in Berlin) war ein dänisch-deutscher Mediziner, Pflanzenphysiologe und Botaniker. Sein offizielles botanisches Autorenkürzel lautet „Horkel“.

## Leben und Wirken
Johann Horkel war verheiratet mit Anna (geb. Schleiden) († Mai 1860) aus Nordschleswig; ihr gemeinsamer Sohn war der spätere Rektor des Magdeburger Domgymnasiums Johannes Horkel. Sein Neffe war der spätere Lehrer Matthias Jakob Schleiden.
Er studierte ab etwa 1787 Medizin an der Universität in Halle an der Saale. Sein Lehrer war Johann Christian Reil, unter dem er nach seinem Studium auch Leiter der staatlichen Schola clinica in Halle wurde. Von 1799 an war er Privatdozent, ab 1802 außerordentlicher Professor und schließlich ab 1804 ordentlicher Professor für Medizin an der Universität Halle. 1810 bekam Johann Horkel den Lehrstuhl für Pflanzenphysiologie an der Universität zu Berlin. Hier starb er 1846. Im Jahr 1818 wurde er zum Mitglied der Leopoldina und 1830 zum ordentlichen Mitglied der Preußischen Akademie der Wissenschaften gewählt.
Die wichtigste Erkenntnis Johann Horkels war die Beobachtung, dass sich der Embryo der Pflanzen nach der Befruchtung am Ende des Pollenschlauches entwickelt, wodurch er die Diskussion um die Befruchtung der Pflanzen wesentlich beeinflusste.

## Ehrungen
Die Pflanzengattungen Horkelia Cham. & Schlechtend. und Horkeliella (Rydb.) Rydb. aus der Familie der Rosengewächse (Rosaceae) sind ihm benannt worden.

## Werke
Johann Horkel war von 1801 bis 1802 Herausgeber der Zeitschrift Archiv für die thierische Chemie und ab 1815 neben Johann Friedrich Meckel Mitherausgeber des Blattes Deutsches Archiv für Pflanzenphysiologie.